# Aplosonyx speciosus
Aplosonyx speciosus es un insecto coleóptero de la familia Chrysomelidae. Fue descrita científicamente por primera vez en 1879 por Baly.